# Promachus mixtus
Promachus mixtus är en tvåvingeart som först beskrevs av Hobby 1936.  Promachus mixtus ingår i släktet Promachus och familjen rovflugor. Inga underarter finns listade i Catalogue of Life.